# Producto geográfico bruto
El producto geográfico bruto (abreviado PGB) o producto bruto geográfico es un índice que mide el valor de la producción (a precios de mercado) de bienes y servicios finales, atribuible a factores de producción físicamente ubicados en el país, o sea, factores suministrados por residentes. Comenzó a funcionar a fines de 1924.
Numéricamente es igual al valor agregado. Su única diferencia radica en que mientras que el valor agregado es una asignación de egreso (pago al trabajo, tierra y capital); el producto bruto interno (PIB) es una fuente de ingreso (entradas por ventas del producto).
En Chile, se usa PGB como sinónimo de PIB. En cambio, en Argentina se distingue PIB de PGB, siendo el PIB entendido de la manera usual y el PGB como el equivalente pero aplicado a las provincias. En este último sentido, es equivalente, en habla inglesa, al Gross State Product o al "gross regional product", y al State Domestic Product, que es utilizado principalmente en la India.
También, se utiliza Gross State Domestic Product en las estadísticas oficiales de dicho país.
Sin perjuicio de lo anterior, la "Oficina de análisis económico" (BEA) del "Departamento de Comercio" de los Estados Unidos, cambió en sus informes estadísticos "gross state product" por "gross domestic product by state".